# Charles Beltjens

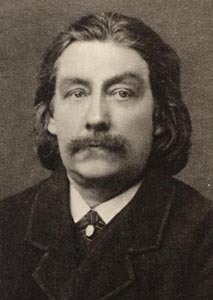
Charles Beltjens

Karel Michel Hubert (Charles) Beltjens (Sittard, 2 mei 1832 — aldaar, 20 juni 1890) was een Nederlands dichter uit de 19e eeuw, die uitsluitend in het Frans schreef.
Hij is geboren in Sittard, zijn vader kwam uit Roermond en zijn moeders familie stamde uit het Franstalige Wallonië; ze was de dochter van een goudsmid uit Luik. Beltjens studeerde aan het Bisschoppelijk College Sittard, (1842-1843) en daarna in Rolduc (1845). 
Hij dichtte in het Frans. Een groot deel van zijn leven woonde Beltjens ook in Frankrijk. Hij won belangrijke literatuurprijzen in België en Frankrijk maar werd in Nederland nauwelijks gelezen.
Hij had contacten met beroemde Franse schrijvers en dichters als Charles Baudelaire en Stéphane Mallarmé. Ook correspondeerde Beltjens met de beroemde Franse schrijver Victor Hugo. In 1872 kwam hij weer terug naar Sittard waar hij in 1890 in eenzaamheid gestorven is.
In 1987 is in Sittard de Stichting Charles Beltjens - naamgeving naar een idee van Hein Bovendeaard - opgericht. Hiermee werd een begin gemaakt met het eerherstel van deze dichter in zijn geboortestad.
In de Sittardse wijk Kollenberg is er een straat naar hem genoemd. Verder is er een Franse tuin in het centrum van Sittard, "Le jardin d’Isabelle", genoemd naar Beltjens onbereikbare liefde Isabelle de Borman. In deze tuin staat een bronzen buste van de Sittardse dichter. Regelmatig informeren Franstalige bezoekers naar het graf van Beltjens.